# Primiera (gioco)
La primiera è un gioco di carte nato intorno alla fine del Quattrocento. Antenato dell'odierno Poker, veniva giocato su quattro carte invece che su cinque. Per alcuni secoli è stato molto popolare in tutta Europa, almeno fino alla fine del Settecento.

## Regole di gioco
La primiera "romana" del Berni era giocata con mazzi di 52 carte. Quella "milanese" di Cardano con mazzi di 40 carte, senza Otto, Nove e Dieci. Entrambi usavano mazzi a semi latini (bastoni, coppe, denari e spade). La primiera cardanica diventerà la più diffusa in Italia: il suo mazzo diventerà il mazzo della primiera italiana. Tuttora molti produttori nazionali di carte da gioco hanno a catalogo il mazzo della Primiera Bolognese, di quaranta carte. Si ipotizza che il mazzo di carte italiano classico di quaranta carte sia nato con la diffusione della primiera.
Gerarchia e valore delle carte : Sette (vale 21), Sei (vale 18), Asso (16) Cinque (15), Quattro (14), Tre (13), Due (12), figure (10)
Il meccanismo di gioco richiama il Poker attuale e passa attraverso tre fasi di distribuzioni di carte e di puntate in denaro. In modo schematico, le fasi sono le seguenti:
- Sono distribuite due carte a testa alla volta. Se tutti al loro turno dichiarano "a monte" la smazzata termina. Se uno "invita", mettendo uno o due gettoni in piatto, la mano prosegue.
- L'invitante, e chi ha eventualmente "tenuto" l'invito pagandolo, possono serbare le due carte iniziali. Gli altri devono scartare entrambe le carte in loro possesso, lasciandole scoperte sul tavolo.
- Sono distribuite le "Seconde carte", altre due carte a testa a tutti. Se tutti passano, si procede alla fase successiva delle terze carte ed anche a quarte carte, che ripetono la fase delle seconde carte come segue.
- Chi dopo la distribuzione dichiara il possesso di una combinazione, mette in piatto il "vada" di almeno due gettoni. È ammesso bluffare, ma è vietato dichiarare meno del posseduto. Gli altri possono "gettar le carte" scoperte in tavola e uscire dal gioco, oppure dichiarare le loro carte e mettere il vada e l'invito in piatto, oppure rilanciare dichiarare una combinazione uguale o maggiore di quella del dichiarante. In caso di rilancio, il dichiarante può a sua volta rilanciare il "resto", ovvero tutto il denaro che ha davanti a sé.
- I superstiti scoprono le carte. Se vogliono, possono scartare una o due carte per riceverne altrettante. Vince e incassa il piatto la combinazione più alta ottenuta. Nel caso di combinazioni uguali, vince quella con la somma maggiore del valore delle carte componenti.

Le combinazioni previste sono, dalla maggiore alla minore e con il nome relativo nel latino suggerito da Cardano e in italiano :
- Chorus: quattro carte dello stesso valore (il Berni la definisce "la primiera delle quattro cose")
- Fluxus: quattro carte dello stesso seme (Flusso, che verrà storpiato nell'inglese "flush")
- Supremus o 55. Sei-Sette-Asso dello stesso seme
- Primiera: una carta per ogni seme, quindi l'esatto opposto del Fluxus.
- Numerus (o "punto"): due o tre carte dello stesso seme.

Il "numerus" più alto possibile, vale a dire Asso, 6 e 7 era detto "Supremus". Per il Cardano è una combinazione a sé stante, ma il Berni non ne fa cenno.

### Retaggi
- La primiera è entrata nel gioco della scopa come punto di combinazione, valutato con i valori delle carte del gioco della Primiera..
- Il termine flusso è tuttora vivo nel poker americano, dove la combinazione di cinque carte dello stesso seme ("colore" in italiano) è chiamato "flush".
- Nel gergo del Tressette, le coppie di carte alte dello stesso seme sono chiamate secondo il punteggio di primiera : Tre + Due = 25, Tre + Asso = 29, Due + Asso = 28.

## Trattatistica coeva
Se ne hanno importanti informazioni da alcuni testi italiani del Cinquecento, tra cui:
- Capitolo in Lode della primiera[1], di Francesco Berni, un componimento poetico databile intorno al 1521, in cui si allude alla variante romana del gioco.
- Commento al Capitolo in lode della primiera[2], probabilmente dello stesso Francesco Berni, databile intorno al 1526. È un commento in prosa del Capitolo, dal quale si ricavano alcune informazioni di gioco pratico.
- Liber de Ludo Aleae[3], di Girolamo Cardano (Caput XVIII e XIX). I capitoli descrittivi del gioco della primiera sembra siano stati scritti prima del 1550. Vi troviamo interessanti informazioni sulla variante milanese di questo gioco.
- Il Giuoco pratico o sieno capitoli diversi che servono di regola ad una raccolta di giuochi più praticati nelle conversazioni d'Italia[4] di Raffaello Bisteghi, Bologna 1753, al Capitolo a p. 83 spiega la sua versione delle regole del gioco della primiera.
- Girolamo Zorli, Il Tarocchino Bolognese, Pendragon Editore 2020. A pagina la traduzione integrale in italiano delle regole della Primiera di Girolamo Cardano (pag. 184 e seguenti)

Il gioco è anche citato da François Rabelais col nome di prime e da Shakespeare col nome di primero.